# Moreruela de los Infanzones
Moreruela de los Infanzones ist ein nordwestspanischer Ort und eine Gemeinde (municipio) mit 324 Einwohnern (Stand: 2024) im Osten der Provinz Zamora der Autonomen Gemeinschaft Kastilien-León.

## Lage
Moreruela de los Infanzones liegt in der kastilischen Hochebene in einer Höhe von etwa 670 m. Das Stadtzentrum der Provinzhauptstadt Zamora ist nur etwa sechs Kilometer (Fahrtstrecke) in südlicher Richtung entfernt. Das Klima im Winter ist durchaus kalt, im Sommer dagegen warm bis heiß; die eher spärlichen Regenfälle (531 mm/Jahr) fallen verteilt übers ganze Jahr.

## Bevölkerungsentwicklung
| Jahr      | 1970 | 1981 | 1991 | 2001 | 2011 | 2021 |
| Einwohner | 659  | 580  | 532  | 472  | 391  | 334  |

## Sehenswürdigkeiten
- Peterskirche (Iglesia de San Pedro Apóstol)

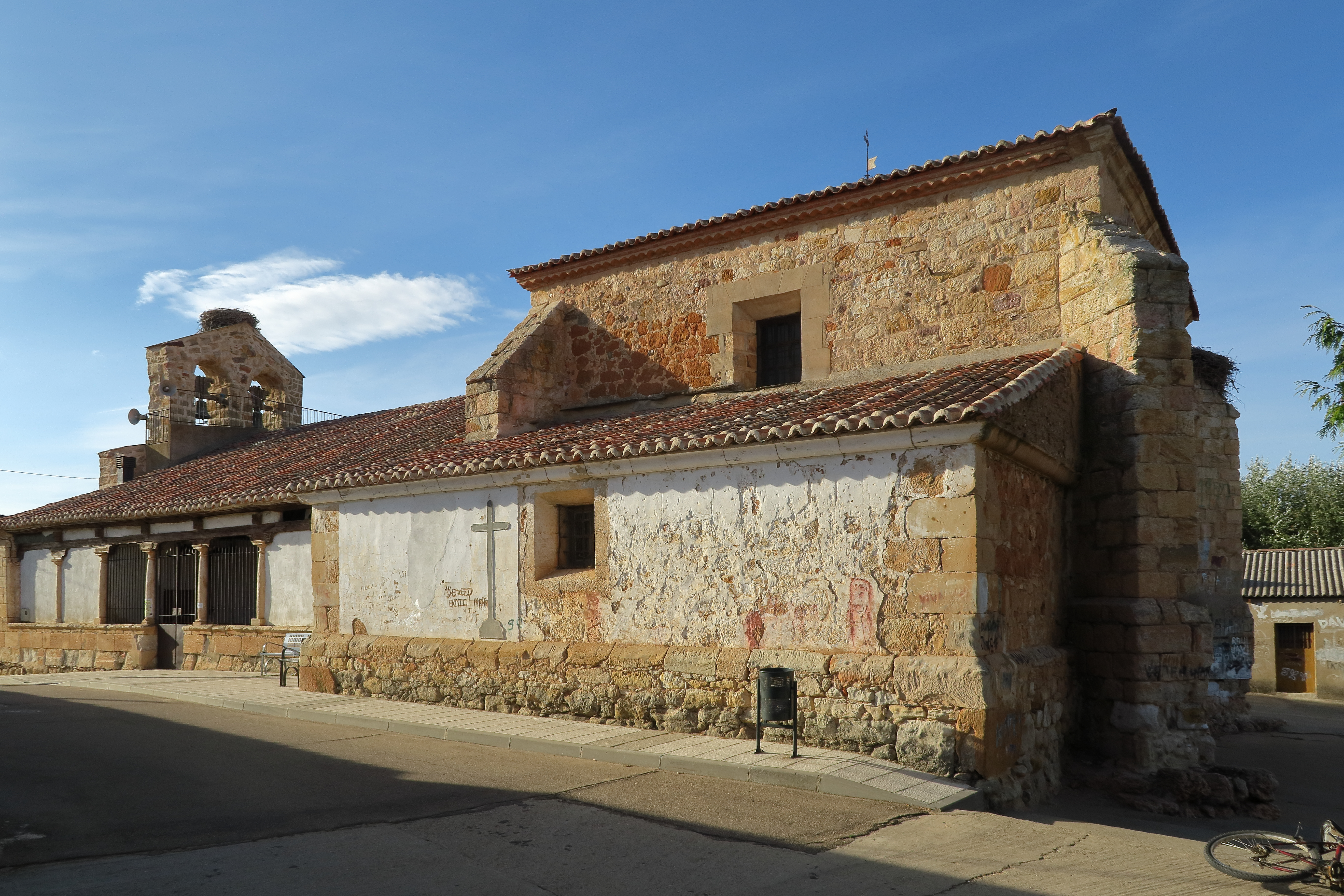
Peterskirche
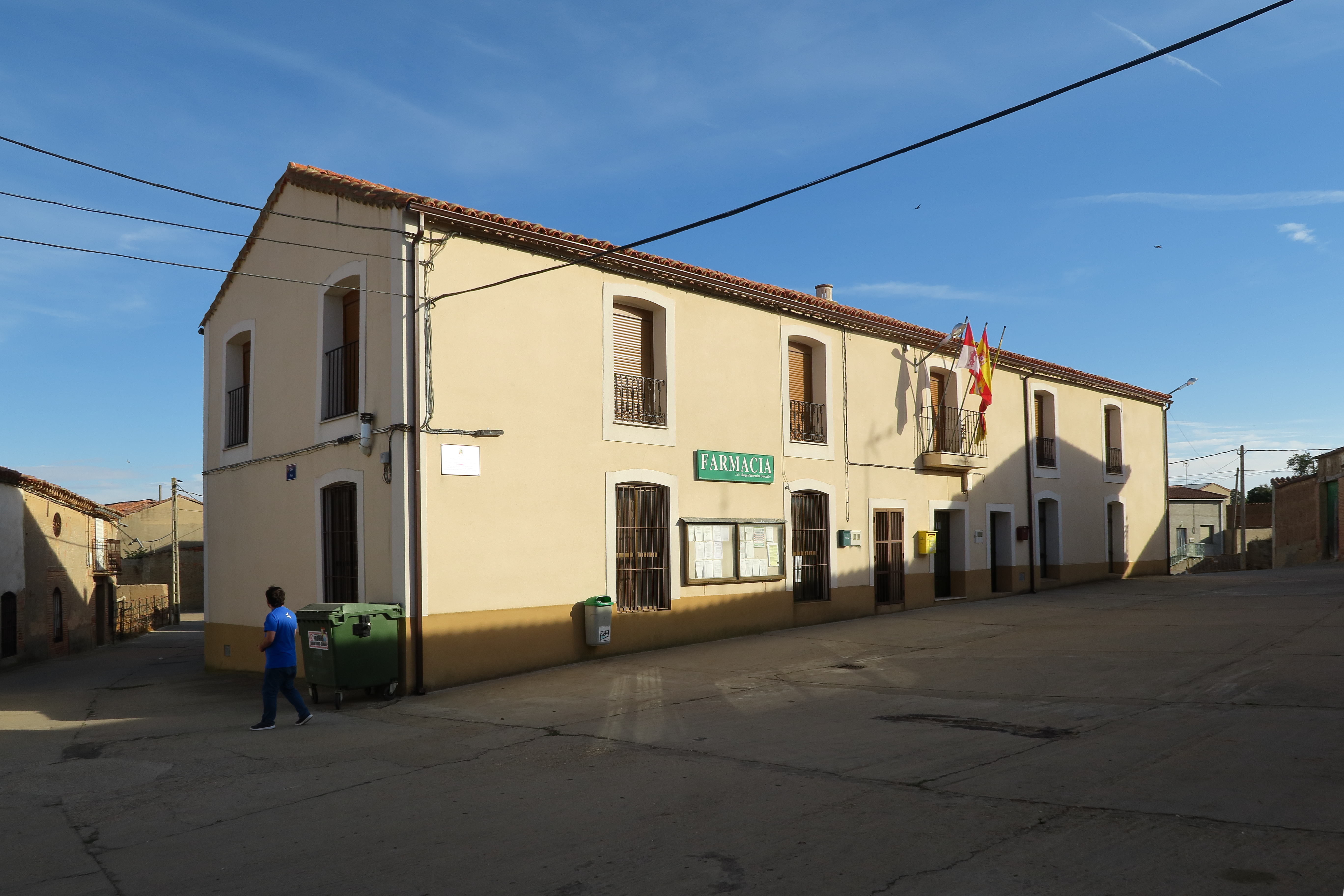
Rathaus